# Nikola Gruevski
Nikola Gruevski (en macédonien : Никола Груевски), né le 31 août 1970 à Skopje, en Yougoslavie, est un homme d'État macédonien, membre de l'Organisation révolutionnaire macédonienne intérieure - Parti démocratique pour l'unité nationale macédonienne (VMRO-DPMNE).
Il étudie l'économie à Ohrid et travaille ensuite comme trader dans une banque de Skopje, à partir de 1994. En 1998, il est nommé à 28 ans ministre macédonien du Commerce, puis est promu l'année d'après ministre des Finances.
Après que la VMRO-DPMNE est retournée dans l'opposition en 2002, il en est élu président en 2003, à l'âge de 32 ans. Parallèlement, il devient conseiller au ministère serbe des Finances.
À la suite de sa nette victoire sur les sociaux-démocrates aux élections de 2006, il est désigné président du gouvernement de Macédoine à 35 ans. Il est contraint de convoquer des élections anticipées en 2008, 2011 et 2014, assurant systématiquement sa reconduction. Il forme un total de quatre gouvernements, un record depuis l'indépendance de 1991, et établit le record de longévité à la direction de l'exécutif.
Après des révélations sur les pressions exercées sur le système judiciaire, le truquage des élections et la corruption, il démissionne en 2016, au profit du numéro deux de son parti Emil Dimitriev, en attendant la tenue de nouvelles élections anticipées, conformément à un accord passé en mai 2015 avec les sociaux-démocrates.

## Biographie

### Formation et débuts professionnels
Il achève ses études secondaires en 1989 à Skopje, puis effectue pendant cinq ans des études supérieures de sciences économiques à l'université de Bitola Saint-Clément d'Ohrid, dont il est diplômé.  Il commence à travailler en 1994 au sein de la banque Balkanska Banka AD de Skopje, d'abord comme trader.
Outre les formations qu'il a suivies au Royaume-Uni, en Allemagne et au Japon entre 1994 et 1998, il a reçu une qualification pour le marché international de capitaux à l'institut des sûretés de Londres, en 1996. Il est nommé directeur du département des liquidités en 1998. La même année, il fonde et prend la présidence de l'association des traders de Macédoine, puis suspend sa carrière professionnelle pour entrer en politique. Il est par ailleurs le premier à réaliser une opération sur les marchés financiers macédoniens.

### Les débuts au gouvernement
Il entre au gouvernement du conservateur Ljubčo Georgievski en 1998, au poste de ministre sans portefeuille, chargé du Commerce. L'année suivante, le 27 décembre 1999, il est promu ministre des Finances, et devient à ce titre gouverneur à la Banque mondiale et à la BERD. Il a également présidé la commission de contrôle des opérations de bourse entre 2000 et 2002.
Il a notamment assuré l'instauration de la taxe sur la valeur ajoutée (TVA), libéralisé les marchés financiers, privatisé ou dégelé les avoirs en devises étrangères, relancé les négociations d'adhésion à l'Organisation mondiale du commerce (OMC) et conclu plus de trente accords de libre-échange. Il a en outre lancé des campagnes incitant à consommer des produits locaux et pour plus de transparence concernant le budget de l'État.
Ces projets, réussis ou entamés, ont été salués par le Fonds monétaire international (FMI) et la Banque mondiale comme d'une importance considérable pour le développement économique de la Macédoine.

### Député et chef de l'opposition
Lors des élections législatives du 15 septembre 2002, il est élu député à l'Assemblée tandis que le VMRO-DPMNE perd 21 de ses 49 députés, et doit abandonner, le 1er novembre suivant, le pouvoir à une coalition gouvernementale menée par l'Union sociale-démocrate de Macédoine (SDSM).
Porté à la présidence de la commission parlementaire des Finances, il devient le 25 mai 2003 président du parti en remplacement de Ljubčo Georgievski. Il assure alors le rôle de chef de l'opposition à Branko Crvenkovski, puis Hari Kostov, et enfin Vlado Bučkovski.
Parallèlement, il est recruté par le ministre des Finances de Serbie, Božidar Đelić, comme conseiller sur un projet de l'agence des États-Unis pour le développement international (USAID) visant à renforcer les capacités du ministère. Il obtient trois ans plus tard un master de sciences économiques de l'université Saints-Cyrille-et-Méthode de Skopje.

### Président du gouvernement

#### Premier mandat

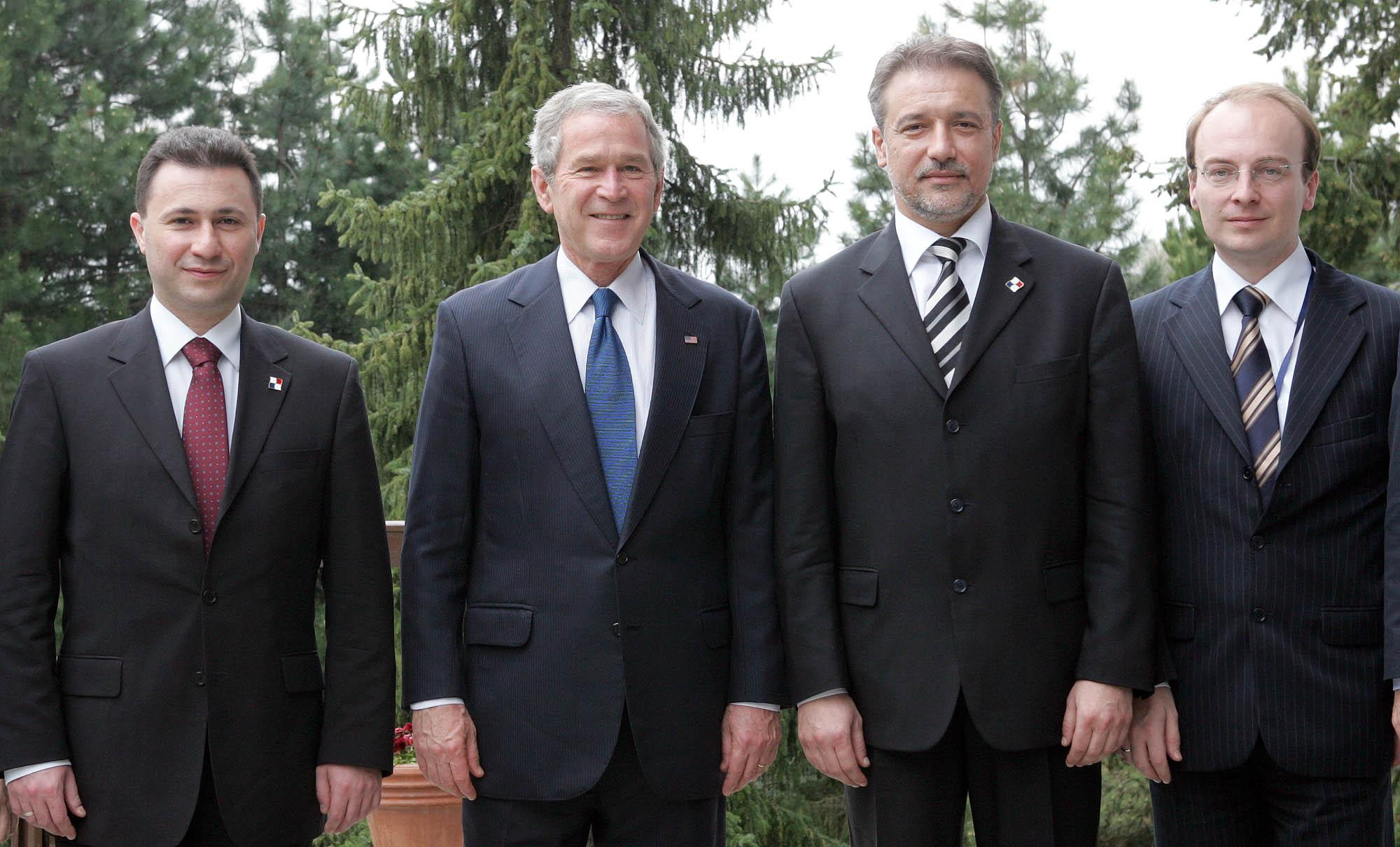
Nikola Gruevski, le président américain, George W. Bush, et le président macédonien, Branko Crvenkovski, en 2008.

À la suite de la victoire de la coalition politique menée par l'Organisation révolutionnaire macédonienne intérieure - Parti démocratique pour l'Unité nationale macédonienne aux élections législatives du 5 juillet 2006, Nikola Gruevski constitue une coalition gouvernementale avec le Parti démocrate albanais (PDSh/DPA) et le Nouveau Parti social-démocrate (NSDP), qui compte 63 députés sur 120, et est investi président du gouvernement le 27 août suivant.
Son gouvernement instaure alors un impôt à taux unique, prend des mesures de dumping fiscal et social en vue de favoriser les investissements directs étrangers, de lutter contre la corruption, principalement dans le secteur énergique, et réoriente la politique culturelle du pays, mettant l'accent sur les fêtes religieuses des différentes confessions, ouvrant les trésors archéologiques au public, afin de renforcer l'identité nationale et l'unité de la Macédoine. En matière de politique étrangère, la coalition s'est fixé comme objectif l'adhésion du pays à l'Organisation du traité de l'Atlantique nord (OTAN) et à l'Union européenne (UE). Son gouvernement n'obtient toutefois aucune avancée dans son projet d’adhésion à l'UE et sa demande d’adhésion à l’OTAN est rejetée en 2008. 
Au cours des années 2006 et 2007, il doit faire face au conflit entre le PDSh/DPA et l'Union démocratique pour l'intégration (BDI/DUI), principal parti de la minorité albanaise, qui réclamait d'intégrer la coalition gouvernementale. Afin de mettre fin au boycott parlementaire de la BDI/DUI, il accepte de faire voter plusieurs lois ayant pour objet l'application de dispositions en suspens des accords d'Ohrid de 2001.

#### Crise politique

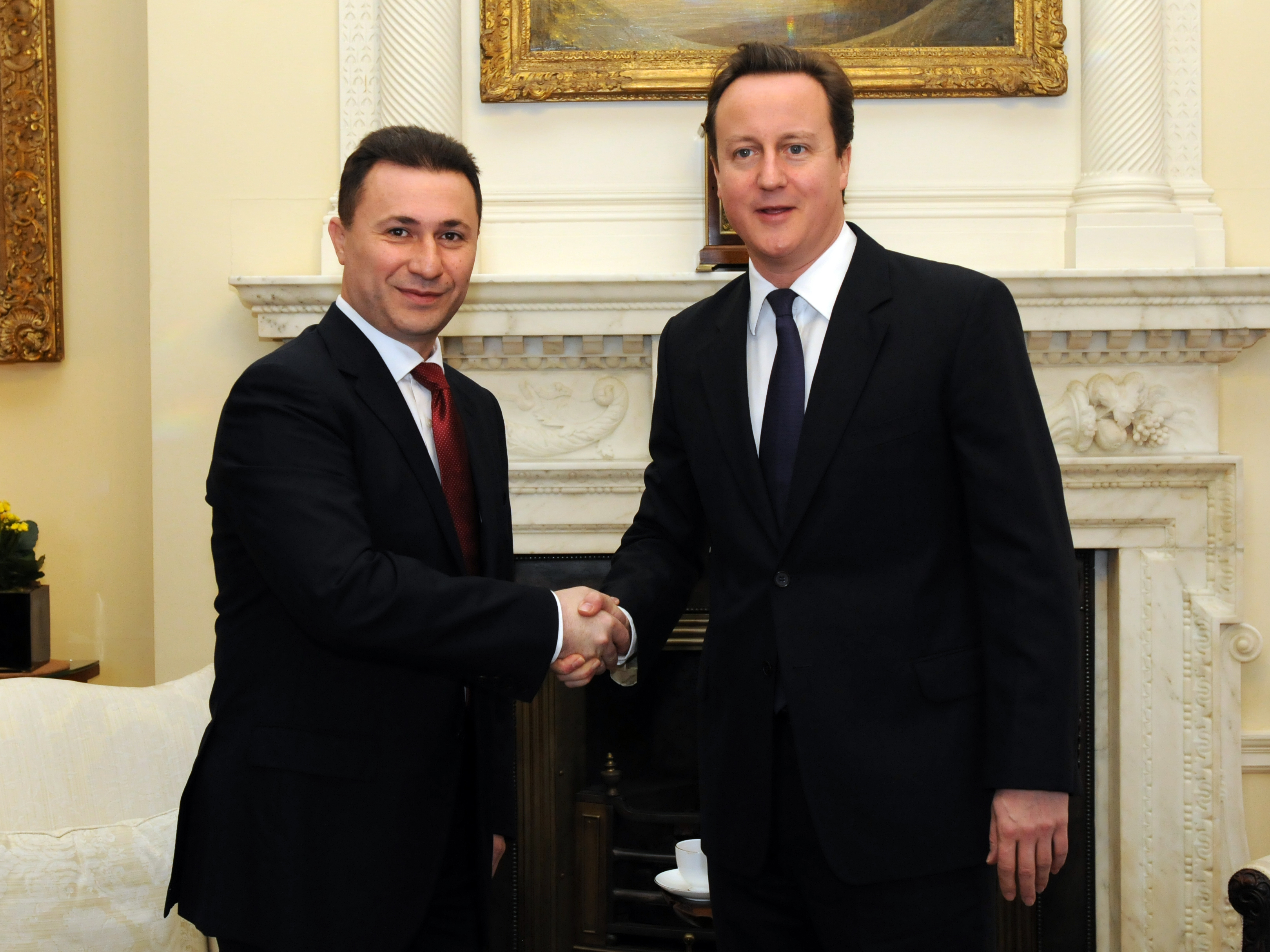
Nikola Gruevski et le Premier ministre britannique, David Cameron, en 2010.

En mars 2008, le Parti démocrate albanais quitte le gouvernement pour réclamer la fin des poursuites judiciaires contre d'anciens combattants de l'Armée de libération nationale (UÇK-M), l'augmentation du nombre d'Albanais dans l'administration publique et l'adoption de la législation relative à la langue albanaise. Moins d'un mois plus tard, l'OTAN, du fait d'un veto de la Grèce à cause du désaccord persistant entre les deux pays depuis 1992 sur le nom « Macédoine », refuse l'adhésion macédonienne tout en acceptant celle de la Croatie et de l'Albanie.
Face à ces difficultés, le VMRO-DPMNE accepte de voter, le 12 avril, la motion de dissolution du Sobranie proposée par l'Union démocratique pour l'intégration quatre jours plus tôt. Des élections législatives anticipées sont alors convoquées pour le 1er juin. Ce choix est cependant critiqué par l'Union sociale-démocrate de Macédoine, qui y voit une forme de lâcheté de la part du président du gouvernement.

#### Second mandat
Menant campagne sur l'amélioration de la qualité de vie et l'inflexibilité concernant le nom du pays, la coalition « Pour une meilleure Macédoine », dominée par les conservateurs, remporte une éclatante victoire avec 48,78 % des voix et 63 députés sur 120, tandis que la coalition « Soleil, coalition pour l'Europe », dirigée par la SDSM, n'a recueilli que 23,64 % des suffrages et 27 députés. Il est chargé, le 23 juin de former un nouveau cabinet, et constitue une coalition gouvernementale réunissant en outre la BDI/DUI et le Parti pour l'avenir européen (PEI), forte de 82 parlementaires.

#### Troisième mandat
Le 15 avril 2011, pour mettre fin à l'impasse politique en cours depuis quatre mois et causée par le boycott de la SDSM de l'Assemblée à la suite du gel des comptes bancaires de quatre médias lui étant favorables, les députés votent une motion de dissolution du Parlement. Des élections anticipées sont de ce fait convoquées le 5 juin suivant. Il parvient de nouveau en tête du scrutin, avec 39 % des voix, soit en net recul, tandis que les sociaux-démocrates recueillent 32,8 % des voix. Dans son ensemble, sa coalition gouvernementale conserve cependant la majorité, avec 49,2 % des suffrages exprimés, contre 38,6 % à l'opposition.
Le 5 juin, il forme un troisième gouvernement, reconduisant sa coalition avec le principal parti de la minorité albanaise.

#### Quatrième mandat
Lors d'un congrès extraordinaire le 1er mars 2014, la VMRO-DPMNE investit le président de la République Gjorge Ivanov comme candidat à l'élection présidentielle des 13 et 27 avril suivants. L'Union démocratique pour l'intégration demande alors au président du gouvernement de changer de candidat et d'en trouver un qu'elle pourrait elle aussi soutenir, faute de quoi elle demandera la tenue d'élections législatives anticipées. Déclarant que ce n'est pas à une autre formation de dicter ses choix à son parti, Gruevski soutient la dissolution de l'Assemblée.
Aux élections législatives anticipées du 27 avril 2014, la VMRO-DPMNE remporte 43 % des voix et 61 députés sur 123, tandis que la BDI/DUI obtient 13,7 % des suffrages et 19 sièges. La coalition au pouvoir sort donc nettement renforcée de ce troisième scrutin anticipé consécutif, alors que le président Ivanov est réélu avec 55,3 % des voix.

##### Controverse
En 2014, des membres des services secrets divulguent des milliers de documents concernant la mise sous écoute milliers de Macédoniens des années durant : opposants politiques, magistrats, journalistes, employés du gouvernement, etc. Ces documents révèlent également l’ampleur de la corruption, l'influence du gouvernement sur les procureurs, les juges et les médias, les extorsions de fonds dans le monde des affaires, les arrestations politiques, le truquage des élections et les tentatives pour dissimuler un meurtre.
Nikola Gruevski réagit en accusant des services secrets étrangers de fabriquer ces documents et des manifestations organisées par les opposants ou sympathisants du régime se multiplient. Finalement, des experts mandatés par la Commission européenne concluent que Gruevski avait abusé des services de sécurité pour « contrôler les hauts fonctionnaires de l’administration publique, les procureurs, les juges et les opposants politiques ».

### Démission
Le 18 janvier 2016, conformément à l'accord conclu en mai 2015 avec les sociaux-démocrates, Nikola Gruevski démissionne de la direction de l'exécutif et la cède au secrétaire général de la VMRO-DPMNE, Emil Dimitriev jusqu'à la tenue d'élections législatives anticipées, reportées d'avril à juin puis à décembre 2016. Il établit alors le record du nombre de gouvernements formés et de durée en tant que président du gouvernement.

### Élections de 2016
Pour les élections législatives anticipées du 11 décembre 2016, il mène de nouveau la campagne de la coalition formée autour de la VMRO-DPMNE. Le scrutin offre à son parti sa plus courte victoire depuis 2006 avec 51 députés sur 120 contre 49 aux sociaux-démocrates. Le 9 janvier 2017, le président de la République lui donne le mandat de former le nouveau gouvernement. Il dispose donc de 20 jours pour présenter son programme et son équipe à l'Assemblée. Toutefois le 30 janvier, le secrétaire général de l'Assemblée informe le cabinet du président de la République qu'aucun programme de gouvernement n'a été déposé dans le délai imparti.

### Démêlés judiciaires
Le 5 octobre 2018, la cour d’appel de Skopje confirme sa condamnation à deux ans de prison pour abus de pouvoir. Il était accusé d'avoir bénéficié pour son usage personnel d'une Mercedes S600GW blindée, d'une valeur de 600 000 € payés sur des fonds publics. Un mandat d'arrêt est délivré à son encontre le 12 novembre suivant, car il ne s'est pas présenté au pénitencier Chouto Orizari de Skopje pour y purger sa peine. Le lendemain, il fait savoir via Facebook qu'il s'est réfugié en Hongrie où il a demandé « l'asile politique ». Il fait l'objet de poursuites judiciaires dans d'autres affaires, notamment pour fraude électorale et corruption.

### Famille et vie privée
Nikola Gruevski est d'origine macédonienne, plus précisément de la Macédoine grecque. Son grand-père, Nicholaos Grouios, d'origine grecque, est mort au cours de la guerre italo-grecque, en 1940, tandis que sa grand-mère, macédonienne, et son père ont émigré pendant la guerre civile grecque en Macédoine yougoslave, où ils ont été naturalisés.
Il est marié avec Borkica Manceva, et père de deux filles, Anastasija et Sofija. Très pieux, il appartient à l'Église orthodoxe macédonienne.
Il parle couramment anglais, et a des notions de français et d'allemand.